# Военный музей Карельского перешейка
Военный музей карельского перешейка — частный музей в Выборге, посвященный преимущественно Советско-финским войнам (1939—1944). Музей создан историком Баиром Иринчеевым и содержит коллекции фотографий и исторических документов, образцы советской и финской военной формы тех лет, и находки с мест сражений. В качестве здания для музея используется территория Центральных казарм.
Особенностью музея является то, что все макеты оружия можно взять в руки, финскую и советскую форму разрешается примерять.

## История музея
Музей вырос из личной коллекции историка Баира Иринчеева и первоначально располагался в здании бывшего каретника на Прогонной улице. 22 июня 2016 года музей переехал в здание Центральных казарм, предоставленное Министерством обороны.

## Экспозиция

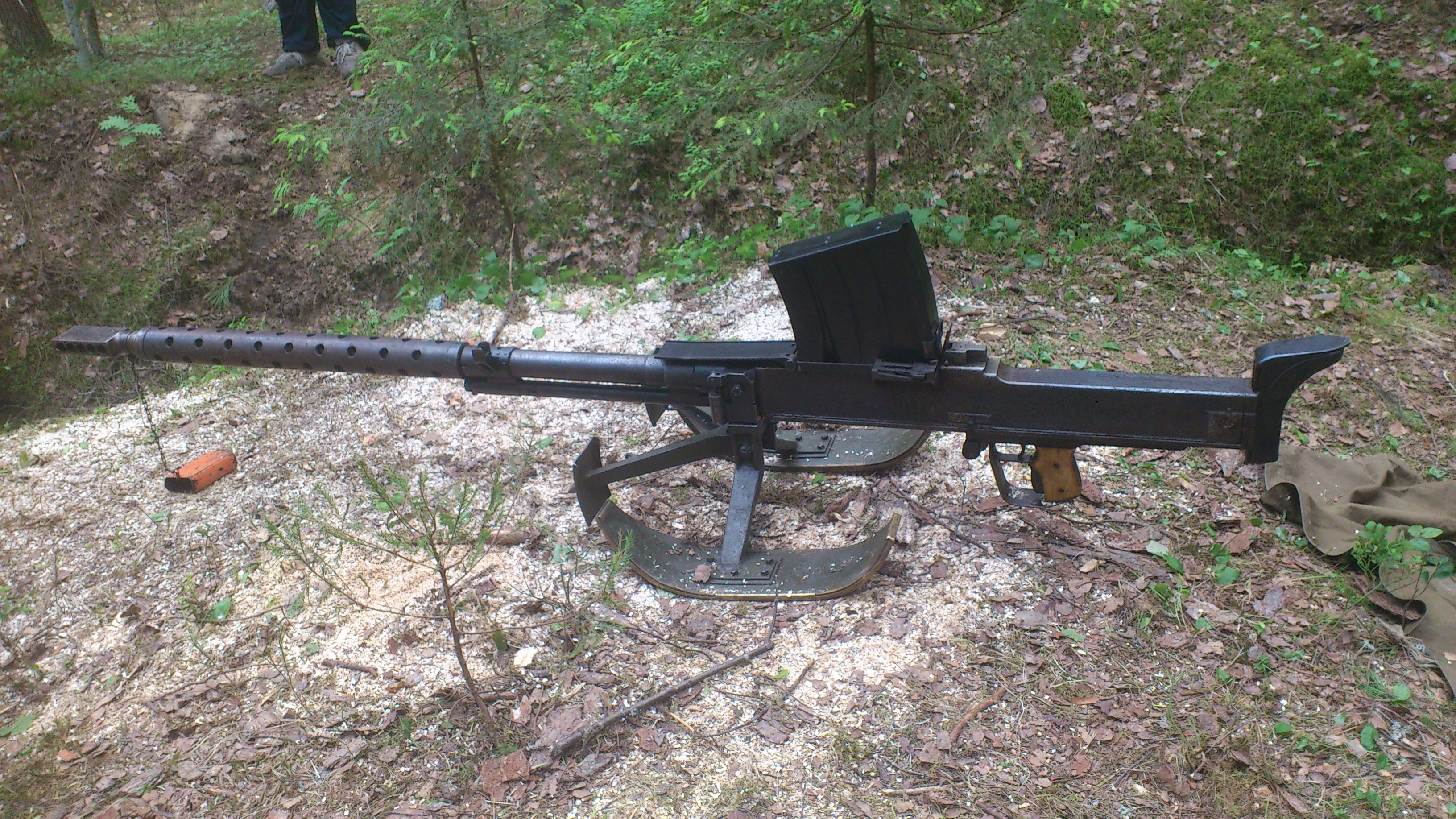
Экспонат музея. Финское противотанковое ружьё Lahti L-39

Музейная коллекция содержит следующие экспонаты, собранные Иринчеевым:
- финская и советская военная форма, которую можно примерить,
- оружие времен войны: винтовки, пулемёты, автоматы, противотанковые ружья,
- предметы утвари, собранные с мест сражений[9],
- фотографии, образцы сувенирной продукции довоенного Выборга,
- книги, газеты и листовки[10]

На территории казарм установлен редкий самолёт-памятник МиГ-19СВ. Команда фильма Двадцать восемь панфиловцев предоставила музею полноразмерный макет танка PKzwg-IV, использовавшийся в фильме. Экспозиция под открытым небом включает в себя фрагмент финского дота, привезенный с Карельского перешейка.

## Деятельность музея
Помимо демонстрации экспозиции, директор музея проводит экскурсии по памятным местам войны.По мере возможности сотрудники музея отвечают на запросы по судьбе родственников, погибших, пропавших без вести, или просто участвовавших в боях на Карельском перешейке. Работа центра поддерживается силами волонтеров и преимущественно на средства полученные от пожертвований.
Музей занимается изданием книг: в феврале 2017 года он поддержал выпуск книги «Воевали мы честно» Николая Петровича Колбасова, защищавшего в годы Великой Отечественной войны Ленинград, также в музее продаются книги из серии «Дедушкины медали» за авторством Баира Иринчеева.

## Планы по развитию музея
По сообщению директора музея, в рамках военно-исторического парка будет расширена основная экспозиция, обустроены зал памяти, диорама «Советско-финская война 1939—1940 годов», музей «Подвиг женщин в Великой Отечественной войне» и «множество других значимых проектов и дел».